# Rœulx
Rœulx település Franciaországban, Nord megyében. Lakosainak száma 3767 fő (2022. január 1.). Rœulx Escaudain, Abscon, Bouchain, Lourches és Mastaing községekkel határos.

## Népesség
A település népessége az elmúlt években az alábbi módon változott:
| Lakosok száma | 3794 | 3832 | 3851 | 3830 | 3817 | 3807 | 3798 | 3779 | 3767 |
|               | 2013 | 2015 | 2016 | 2017 | 2018 | 2019 | 2020 | 2021 | 2022 |